# Strafestehen
Strafestehen oder Strafstehen bezeichnet eine Form der Strafe, bei der der Delinquent für einen bestimmten Zeitraum an einer bestimmten Stelle, meist möglichst reglos, stehend zu verweilen hat, und wird eingesetzt als
- Kinderstrafe, die bis in die 1970er Jahre (teilweise noch länger) häufig an europäischen Schulen „Erziehungsmaßnahme“ als „In-die-Ecke-stellen“ (Eselsecke) praktiziert wurde,[1][2] siehe auch: Züchtigungsrecht an Schulen (Körperstrafe)
- sowohl psychische als auch physische Foltermethode, im Mittelalter häufig durch einen Pranger ausgeführt, siehe Folter
- eine Bestrafungsart der Inhaftierten in Konzentrationslagern während der Zeit des Nationalsozialismus, siehe Torstehen
- eine Bestrafungsart für Häftlinge in der DDR: Vorschriftsmäßig 72 Stunden Strafestehen in einer schrankartigen abgeschlossenen Nische, wobei die Hände an im Mauerwerk verankerte Handschellen gefesselt wurden (Stehkarzer).[3]
- eine Bestrafungsart für Häftlinge in der Sowjetunion, besonders unter Stalin, in eigens dafür eingerichteten Stehkarzern oder einer brustschmalen Nische, als Variante davon auch das zwangsweise Knien
- sexuelle Spielart der BDSM-Szene im Bereich Dominance and Submission